# Größenbach
Größenbach ist eine Ortschaft in der Marktgemeinde Martinsberg im Bezirk Zwettl in Niederösterreich. Die Ortschaft hat 23 Einwohner (Stand 1. Jänner 2024).

## Geografie
Der Weiler liegt östlich von Martinsberg beiderseits der Zwettler Straße an jener Stelle, wo die Landesstraße L82 nach Martinsberg abzweigt. Am 1. April 2020 umfasste die Ortschaft 7 Adressen.

## Geschichte
Der Ort wurde spätestens 1299 zum ersten Mal schriftlich erwähnt. Im Eintrag der Josephinischen Fassion aus Jahre 1786/87 gab es im heutigen Ort 3 Häuser.
In Folge der Theresianischen Reformen wurde der Ort dem Kreis Ober-Manhartsberg unterstellt und der Katastralgemeinde Roggenreith zugeschlagen. Der Franziszeische Kataster von 1823 zeigt Größenbach als Ortslage in Roggenreith. Heute ist der Weiler ein Teil der Katastralgemeinde Martinsberg, wo er anfangs ein Teil der Ortschaft Pitzeichen war  und heute eine eigene Ortschaft bildet.
Nach der Entstehung der Ortsgemeinden 1849 wurde der Ort ein Teil der Katastralgemeinde Roggenreith als Teil der neugegründeten Ortsgemeinde Kirchschlag, spätestens 1888 wurde der Ort dann ein Teil der Gemeinde Martinsberg.
Laut Adressbuch von Österreich waren im Jahr 1938 im Weiler Größenbach ein Landwirt mit Direktvertrieb ansässig.